# Делеон, Ник
Ни́колас Ли Делео́н (англ. Nicholas Lee DeLeon; 17 июля 1990, Финикс, Аризона, США) — американский футболист. Может выступать на позициях правого защитника и правого полузащитника.

## Карьера

### Молодёжная карьера
В 2008 году Делеон поступил в Невадский университет в Лас-Вегасе и начал играть за университетскую футбольную команду «Ю-эн-эл-ви Ребелс». На первом курсе сыграл 18 матчей, из них в 12-ти выходил в стартовом составе, и отдал три голевые передачи. На втором курсе забил два мяча и отдал две результативные передачи в 12-ти матчах, в 9-ти из которых выходил в стартовом составе.
Летом 2010 года выступал за клуб Национальной премьер-лиги «Аризона Сауарос». Принял участие в двух матчах Открытого кубка США 2010. Забил гол в матче первого раунда кубка против «Вентура Каунти Фьюжн».
В 2010 году Делеон перешёл в Луисвиллский университет, где играл за университетскую команду «Луисвилл Кардиналс». На третьем курсе сыграл 24 матча, во всех выходя в стартовом составе, забил восемь мячей и отдал три результативные передачи, был включён в первую символическую сборную Конференции Большого Запада. Помог «Кардиналам» выиграть турнир Конференции Большого Запада 2010 и выйти в финал Кубка колледжей 2010, где они уступили «Акрон Зипс», команде Акронского университета. На четвёртом курсе сыграл 22 матча, во всех выходя в стартовом составе, забил шесть мячей и отдал шесть результативных передач, снова был включён в первую команду Конференции Большого Запада. Забив два мяча в первых двух матчах плей-офф, помог «Кардиналам» выйти в четвертьфинал Кубка колледжей 2011, за что попал в символическую сборную турнира.

### Клубная карьера
29 декабря 2011 года Делеон подписал контракт с MLS по программе Generation Adidas. 12 января 2012 года на Супердрафте MLS он был выбран под общим седьмым номером клубом «Ди Си Юнайтед». Свой профессиональный дебют, 18 марта в матче против «Лос-Анджелес Гэлакси», отметил голом. 8 ноября в ответном матче полуфинала Восточной конференции против «Нью-Йорк Ред Буллз» забил победный гол на 88-й минуте. По итогам сезона 2012, в котором сыграл 28 матчей, в 25-ти из них выходя в стартовом составе, забил шесть мячей и отдал четыре результативные передачи, Делеон номинировался на звание новичка года в MLS, но в голосовании занял второе место, уступив бывшему сокоманднику по «Луисвилл Кардиналс» Остину Берри из «Чикаго Файр». 23 марта 2013 года в матче против «Коламбус Крю» растянул подколенное сухожилие, из-за чего пропустил 6½ недель. Забил гол в полуфинале Открытого кубка США 2013 против «Чикаго Файр» 7 августа. 12 ноября 2015 года Делеон продлил контракт с «Ди Си Юнайтед». С 22 апреля по 17 июля 2017 года пропустил 14 матчей подряд из-за двусторонней спортивной грыжи. 26 мая 2018 года в матче против «Лос-Анджелеса» травмировал колено, вернулся после травмы 7 октября в матче против «Чикаго Файр». 1 ноября в матче предварительного раунда плей-офф против «Коламбус Крю» забил гол на 116-й минуте, сравнявший счёт и приведший к серии послематчевых пенальти, но не смог реализовать свой пенальти, ставший решающим. По окончании сезона 2018 «Ди Си Юнайтед» не стал продлевать контракт с Делеоном.
14 декабря 2018 года в первом этапе Драфта возвращений MLS Делеон был выбран клубом «Торонто». За канадский клуб дебютировал 26 февраля 2019 года в ответном матче ⅛ финала Лиги чемпионов КОНКАКАФ 2019 против панамского «Индепендьенте де Ла-Чоррера». 2 марта в матче стартового тура сезона 2019 против «Филадельфии Юнион» забил свой первый гол за «красных». 11 апреля Делеон продлил контракт с «Торонто» до конца сезона 2021. 29 июня забил гол своему бывшему клубу, «Ди Си Юнайтед». 14 августа в ответном матче полуфинала Первенства Канады 2019 против «Оттава Фьюри» забил два гола и отдал одну голевую передачу. 19 октября забил гол «Ди Си Юнайтед» в первом раунде плей-офф Кубка MLS 2019. 30 октября в финале Восточной конференции против «Атланты Юнайтед» забил гол, ставший победным. По окончании сезона 2021 контракт Делеона с «Торонто» истёк.

### Международная карьера
Делеон родился в США и имел право представлять Тринидад и Тобаго через своего отца, бывшего тринидадского футболиста. Был вызван в сборную Тринидада и Тобаго до 23 лет на отборочные матчи летних Олимпийских игр 2012, но отклонил вызов. В январе 2013 года был вызван в сборную Тринидада и Тобаго на товарищеский матч со сборной Перу 6 февраля, но снова отказался, заявив о своём желании выступать за сборную США, но не исключил возможности выступать за сборную Тринидада и Тобаго в будущем. В январе 2016 года Делеон сообщил о своей готовности играть за сборную Тринидада и Тобаго.

### Личные сведения
Ник — сын тринидадского футболиста Лероя Делеона, выступавшего за команду Североамериканской футбольной лиги «Вашингтон Дипломатс» в 1970-х годах.
5 апреля 2011 года, во время обучения в Луисвиллском университете, Делеон вместе с двумя членами университетской команды по прыжкам в воду был арестован, после того как у него было обнаружено большое количество марихуаны и принадлежностей для употребления наркотиков. Каждому из них было предъявлено по одному пункту обвинения в незаконном обороте и хранении наркотиков.
В марте 2021 года Делеон заявил о своём недоверии к вакцинации и медицинским препаратам.

## Статистика
| Выступление      | Выступление      | Выступление      | Лига | Лига | Плей-офф | Плей-офф | Кубок | Кубок | ЛЧ КОНКАКАФ | ЛЧ КОНКАКАФ | Итого | Итого |
| Клуб             | Лига             | Сезон            | Игры | Голы | Игры     | Голы     | Игры  | Голы  | Игры        | Голы        | Игры  | Голы  |
| ---------------- | ---------------- | ---------------- | ---- | ---- | -------- | -------- | ----- | ----- | ----------- | ----------- | ----- | ----- |
| Аризона Сауарос  | NPSL             | 2010             | —    | —    | —        | —        | 2     | 1     | —           | —           | 2     | 1     |
| Ди Си Юнайтед    | MLS              | 2012             | 28   | 6    | 4        | 2        | 2     | 0     | —           | —           | 34    | 8     |
| Ди Си Юнайтед    | MLS              | 2013             | 25   | 2    | —        | —        | 5     | 1     | —           | —           | 30    | 3     |
| Ди Си Юнайтед    | MLS              | 2014             | 32   | 2    | 2        | 1        | 0     | 0     | 0           | 0           | 34    | 3     |
| Ди Си Юнайтед    | MLS              | 2015             | 29   | 2    | 3        | 0        | 1     | 1     | 2           | 0           | 35    | 3     |
| Ди Си Юнайтед    | MLS              | 2016             | 32   | 1    | 1        | 0        | 0     | 0     | 2           | 0           | 35    | 1     |
| Ди Си Юнайтед    | MLS              | 2017             | 19   | 0    | —        | —        | 0     | 0     | —           | —           | 19    | 0     |
| Ди Си Юнайтед    | MLS              | 2018             | 15   | 0    | 1        | 1        | 0     | 0     | —           | —           | 16    | 1     |
| Ди Си Юнайтед    | Итого            | Итого            | 180  | 13   | 11       | 4        | 8     | 2     | 4           | 0           | 203   | 19    |
| Торонто          | MLS              | 2019             | 32   | 6    | 4        | 2        | 2     | 2     | 1           | 0           | 39    | 10    |
| Торонто          | MLS              | 2020             | 21   | 1    | 2        | 0        | —     | —     | —           | —           | 23    | 1     |
| Торонто          | MLS              | 2021             | 16   | 1    | —        | —        | 2     | 0     | 3           | 0           | 21    | 1     |
| Торонто          | Итого            | Итого            | 69   | 8    | 6        | 2        | 4     | 2     | 4           | 0           | 83    | 12    |
| Всего за карьеру | Всего за карьеру | Всего за карьеру | 249  | 21   | 17       | 6        | 14    | 5     | 8           | 0           | 288   | 32    |

## Достижения
Командные
 «Ди Си Юнайтед»
- Обладатель Открытого кубка США: 2013